# آرتور بلومفیلد

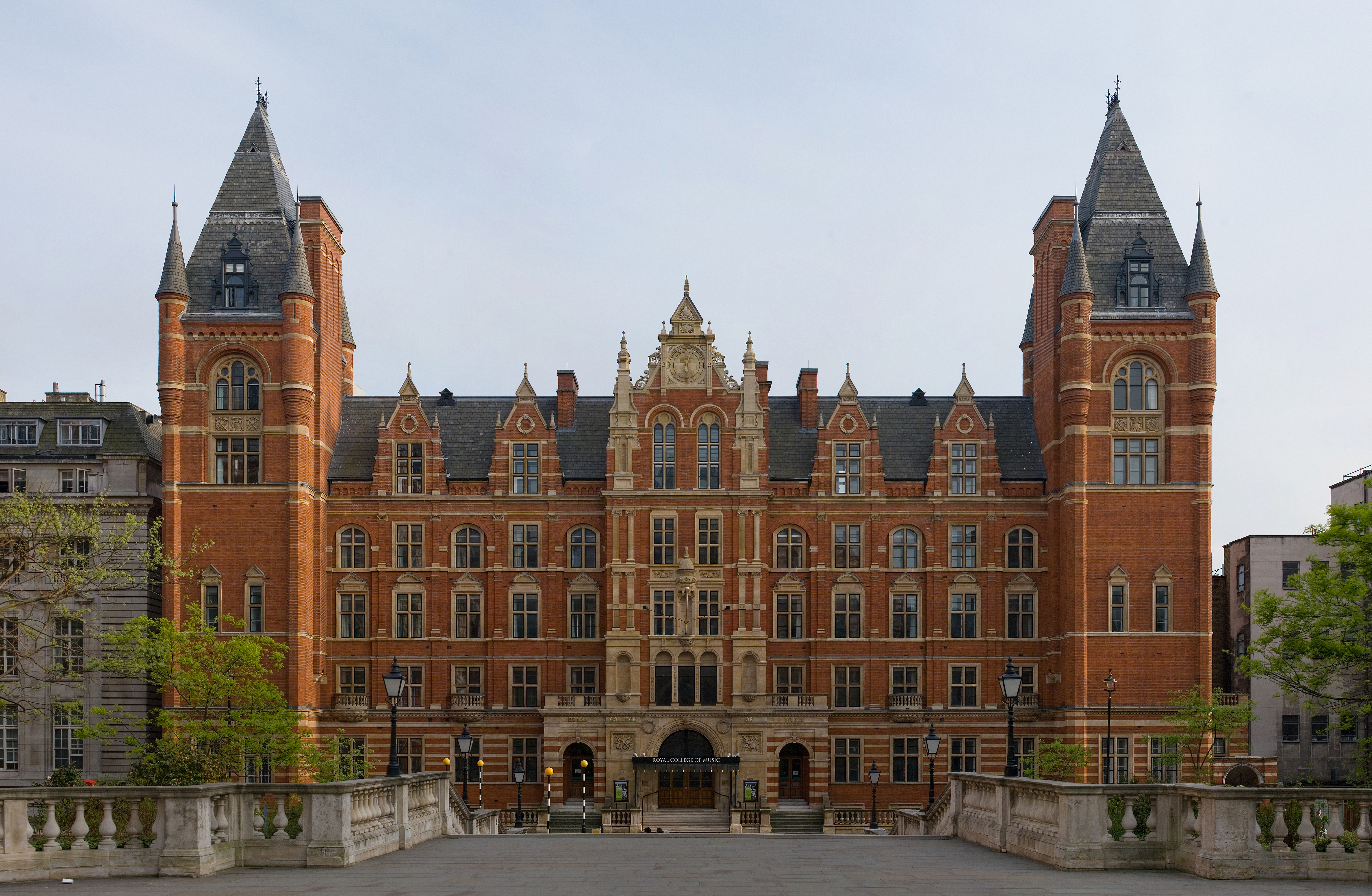
کالج سلطنتی موسیقی لندن

آرتور بلومفیلد (انگلیسی: Arthur Blomfield; ۶ مارس ۱۸۲۹ – ۳۰ اکتبر ۱۸۹۹) یک معمار اهل انگلستان بود.
وی در کالج راگبی و ترنیتی در کمبریج تحصیل کرد و سپس به عنوان یک معمار به فیلیپ چارلز هاردویک مشغول به کار شد
از آثار مهم می‌توان به ساخت کلیسای جامع سنت جرج، جرج‌تاون، طراحی کالج سلطنتی موسیقی لندن و بازسازی کلیسای جامع سات‌ارک اشاره کرد.